# カーハート
カーハート（英語: Carhartt）は、アメリカで古くから愛されているワークウェア・ブランドおよびアパレル会社。
頑丈な作りとシンプルなデザインの製品で若者を中心に人気がある。ペインターパンツやオーバーオールが特に有名。近年ではヨーロッパラインの「UKカーハート」の販売も行っている。日本の直営店では「UKカーハート」を中心に販売している。
他のアパレル・ブランドとのコラボレーションも積極的に行っており、過去にはア・ベイシング・エイプやステューシーなどとのコラボレーションが実現した。Capの定番であるニューエラ・キャップ・カンパニーとのコラボレーションも実施している。コラボレーション作品から分かるように日本では裏原宿系に分類されるブランドであるが、アメリカではヒップホップ系ファッションのブランドとしても古くから人気がある。
日本ではエドウインが生産を手掛けていたが、2009年からは「Work in Progress」が新たなディストリビューターとなり、「carhartt japan （現・Carhartt WIP Japan）」を発足して新たな展開を始めた。同年4月に原宿にフラッグシップ・ストアをオープンした。